# Fresco (Apfel)

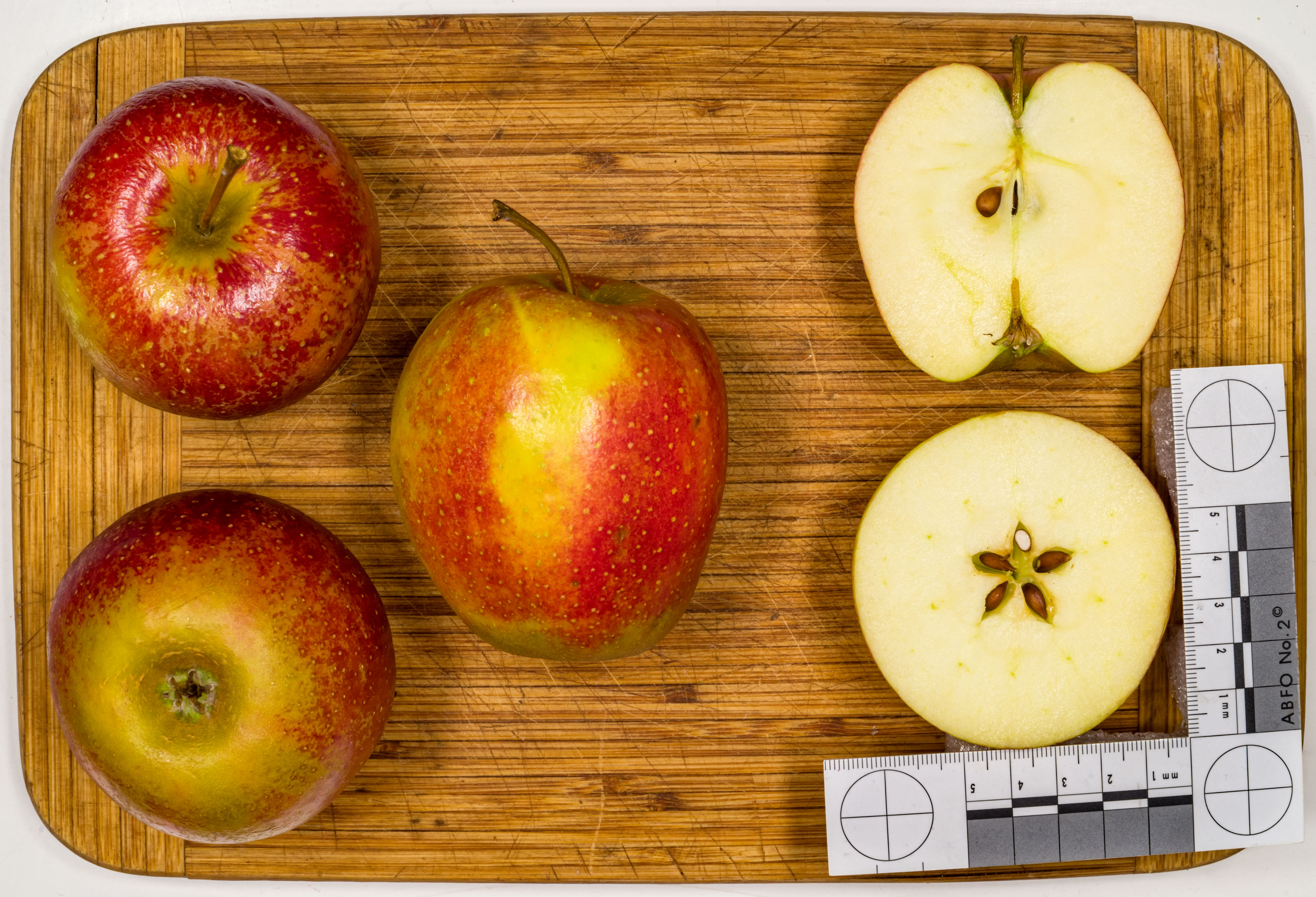
Ansicht der Frucht

Fresco, im Handel unter dem Markennamen Wellant oder Wellants, ist eine Sorte des Kulturapfels (Malus domestica). Der Apfel hat ein einprägsames rustikales Aussehen.

## Beschreibung
Der mittelgroße bis große Apfel ist hochgebaut. Sein durchschnittliches Gewicht liegt bei etwa 210 Gramm. Der Rand der Kelchgrube ist leicht wulstig. Fresco ist intensiv mittel- bis dunkelrot gefärbt. Die Lentizellen sind ausgeprägt und zum Teil berostet. Stiel- und Kelchgrube sind berostet. Äußerlich erinnere der Apfel an die alte niederländische Sorte Boskoop.
Der Geschmack des Apfels ist süß und sehr fruchtbetont mit Säure. Insgesamt ist er aromatisch. Das Fruchtfleisch ist saftig und knackig. Für Allergiker ist der Apfel meist unbedenklich genießbar.

## Geschichte
Der Apfel ging aus einem Zuchtprogramm am Plant Research International in Wageningen (Niederlande) aus Elise und einer bisher namenlosen Apfelsorte (auch als „Zuchtnummer“ bezeichnet) hervor. Die Züchtung begann 1987. Der Markenname Wellant wurde 2006 eingetragen, der Sortenschutz existiert seit 2008. Vermarktet wird der Apfel von Inovafruit aus den Niederlanden.

## Anbau
Der Baum hat einen starken Wuchs.
Fresco blüht mittelfrüh, kurz vor Golden Delicious und Elstar. In Europa ist die Erntezeit Mitte September und liegt zwischen Elstar und Jonagold. Die Genussreife beginnt etwa vier Wochen nach der Ernte. Fresco neigt nur wenig zur Alternanz, produziert jedoch kahle Seitentriebe. Im Kühllager ist der Apfel bis in den März hinein haltbar.
Anfällig ist Fresco für Mehltau, Schorf und Obstbaumkrebs.